# Конурат
Конурат (кирг. Коңурат) — село в Кара-Сууском районе Ошской области Кыргызстана. Входит в состав Сарайского айылного аймака.

## География
Село расположено в северо-западной части области, к югу от канала Савай, на расстоянии приблизительно 3 километров (по прямой) к юго-востоку от города Кара-Суу, административного центра района. Абсолютная высота — 831 метр над уровнем моря.

## Население
Согласно оценочным данным Национального статистического комитета Кыргызской Республики, численность населения села на начало 2023 года составляла 2571 человек.
| год     | 2009 | 2014 | 2015 | 2020 | 2021 | 2023 |
| ------- | ---- | ---- | ---- | ---- | ---- | ---- |
| человек | 1455 | 1833 | 1986 | 2310 | 2332 | 2571 |